# 沙朗蒂伊
沙朗蒂伊（法語：Charentilly，法語發音：[ʃaʁɑ̃tiji] ⓘ）是法国安德尔-卢瓦尔省的一个市镇，属于图尔区。

## 地理
沙朗蒂伊（47°28'10"N, 0°36'33"E）面积14.13 平方千米，位于法国中央-卢瓦尔河谷大区安德尔-卢瓦尔省，该省份为法国中西部省份，北起萨尔特省、东北接卢瓦-谢尔省，东南接安德尔省，南至维埃纳省，西临曼恩-卢瓦尔省。
与沙朗蒂伊接壤的市镇（或旧市镇、城区）包括：丰代特、舒瓦西耶河畔拉芒布罗勒、梅特赖、圣安托万迪罗谢、圣罗克、桑布朗赛。

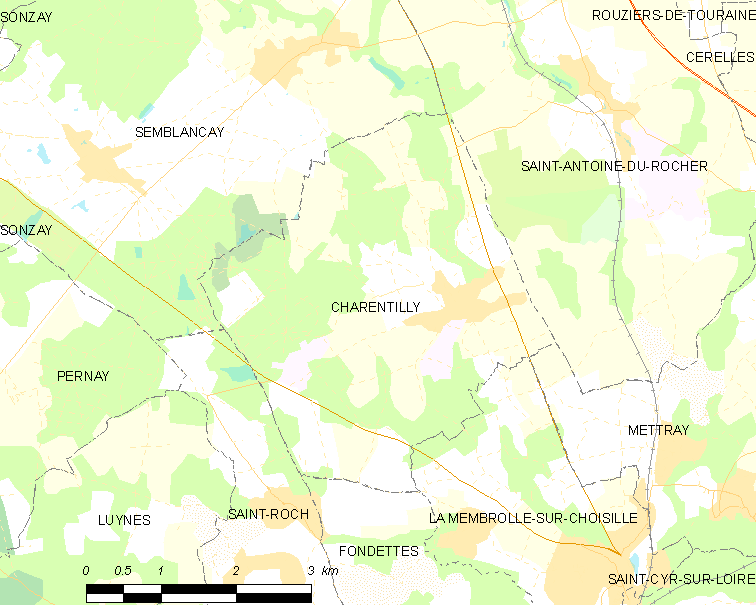
沙朗蒂伊的OSM定位图

沙朗蒂伊的时区为UTC+01:00、UTC+02:00（夏令时）。

## 行政
沙朗蒂伊的邮政编码为37390，INSEE市镇编码为37059。

## 政治
沙朗蒂伊所属的省级选区为雷诺堡县。

## 人口

1962-2008年间沙朗蒂伊人口变化图示

沙朗蒂伊于2022年1月1日时的人口数量为1385人。